# Tiago Bettencourt
Tiago Bettencourt (Santa Cruz, 16 de setembro de 1979) é um cantor e compositor português.

## Biografia
Tiago Bettencourt nasceu na freguesia da Santa Cruz, Coimbra, em 1979, tendo crescido na zona de Lisboa. O seu pai nasceu na Ilha de São Jorge, Açores, e a sua mãe de Coimbra, foi professora de Português na Escola Salesiana do Estoril. Frequentou com seu irmão João o Colégio D. Luísa Sigea, no Estoril.

## Toranja
Bettencourt foi o vocalista da banda Toranja. Em 2003, lançaram seu primeiro álbum Esquissos, que vendeu mais de 60 000 cópias. No alinhamento deste trabalho encontramos "Carta", "Cenário" ou "Fogo e Noite". O tema "Carta" recebeu o Globo de Ouro para "Melhor Canção" de 2004.
Seguiu-se Segundo, em 2005 com chancela da Universal, que inclui temas como o primeiro single "Laços" ou "Só Eu Sei Ver", "Quebramos Os Dois" ou "Doce no Chão". No entanto, a banda anunciou um hiato indefinido em 2006.

## Tiago Bettencourt & Mantha
Depois de Toranja, Bettencourt deixou Portugal para o Canadá para gravar seu primeiro álbum solo nos estúdios Hotel2Tango em Montreal, o mesmo estúdio que produziu o bem-sucedido álbum Funeral por Arcade Fire. O produtor foi Howard Bilerman. No Canadá, ele já trabalhou em conjunto com a sua banda de apoio, Mantha, composto por Pedro Gonçalves e João Lencastre. O resultado das sessões de gravação foi lançado como O Jardim em 2007. O tema "Canção Simples" foi um grande sucesso. O seu segundo álbum, Em Fuga, foi lançado em 2010, e seguido por Tiago Na Toca & Os Poetas em 2011 e Acústico, em 2012, este último composto por 15 faixas e contém versões de suas músicas anteriores, realizados em conjunto com convidados como: Concerto Moderno, Lura, e Jorge Palma.
Em 2014 foi lançado Do Principio, composto por 12 músicas, incluindo "Aquilo Que Eu Não Fiz", uma canção com uma forte mensagem política.  O cantor apresentou o álbum em diversos concertos por Portugal.

## Discografia
- O Jardim (2007)
- Em Fuga (2010)
- Tiago Na Toca & Os Poetas (2011)
- Acústico (2012)
- Do Princípio (2014)
- A Procura (2018)
- 2019 Rumo ao Eclipse (2020)[16]